# ホルミズド2世
ホルミズド2世（Hormizd II, ? - 309年）はサーサーン朝ペルシア帝国の第8代君主（シャーハーン・シャー、在位：302年 - 309年）。先代ナルセ1世の息子である。中期ペルシア語（パフラヴィー語）では「オ（ー）フルマズド」（'wḥrmzdy / Ōhrmazd /Ohrmazd）という。「オ（ー）フルマズド」とは中期ペルシア語でアフラ・マズダー神のことである。アラビア語文献では「フルムズ」（هرمز Hurmuz）、近世ペルシア語では「ホルミズド」「ホルムズド」（هرمزد hormuzd /hormizd）と呼ばれている。7年5ヶ月君臨したが、その治世についてはほとんどわかっていない。

## 概要
東方全域を席巻したホルミズドの反乱（サカ王オルエミス）以来、クシャーンはほとんど独立状態にあった。クシャーンの王達はホルミズドの反乱以後も独自に貨幣を発行し続けた。ホルミズド2世は王子時代、クシャーン族長の娘を妃に迎えている。初期サーサーン朝の歴史はバハラーム1世の系統（273年からバハラーム3世の293年まで）とナルセの系統の対立の歴史といっても過言ではない。オルエミスはバハラーム1世の系統にあると考えてよく、これはクシャーンを力だけでは抑えきれなくなったためだけでなく、東部地方を完全にナルセ派に掌握しようとする動きと見てよい。
これはクシャーノ・サーサーン朝と呼ばれるサーサーン朝の王族が藩王となって統治する体制が再び復活したことを意味する。しかしその後の歴史が示すように、サーサーン朝自体が不安定になるとすぐまたクシャーン王達が独立を志向して、サーサーン朝を揺るがすことになる。
ホルミズド2世には、確認できるだけでアードゥルナルセとホルミズドという王子がいた。長子アードゥルナルセは残忍で、弟ホルミズドを13年もの間獄中に監禁する。彼は妻の助けでビザンティウムのコンスタンティヌス1世の下に亡命した。のち、ユリアヌス帝のペルシア遠征軍に従軍している。同じ名前を持つ彼の息子はローマのプロコンスルとしてしばらく任務についていたが、363年、シャープール2世の時代にようやく帰還できた。
ホルミズド2世はアラブ系のガッサーンの王に貢納を要求するため、シリアへ遠征し、ガッサーン王を討ち取ることに成功する。しかし、その残党に狩の途中で暗殺された。ホルミズド2世は世を去る前に、妊娠中の妃が王子を生んだならシャープールと名付けて跡継ぎにせよと言った（「ペルシアの諸王の歴史」）。
これがのち、半世紀にわたって君臨するシャープール2世であり、生まれる前から既に王冠を捧げられるという極めて珍しい君主となった。ホルミズド2世はシャープール2世の偉大な成果を上げる前の先鞭をつけたという評価もされている。